# Oecomys franciscorum
Oecomys franciscorum (Pardiñas, Teta, Salazar-Bravo, Myers & Galliari, 2016) è un roditore della famiglia dei Cricetidi endemico dell'Argentina.

## Etimologia
La specie è stata dedicata a due grandi personaggi argentini di nome Francesco, il medico Francisco Maldonado da Silva e Papa Francesco.

## Descrizione

### Dimensioni
Roditore di piccole dimensioni, con la lunghezza della testa e del corpo tra 139 e 151 mm, la lunghezza della coda tra 166 e 176 mm, la lunghezza del piede tra 27 e 28 mm, la lunghezza delle orecchie tra 20 e 22 mm e un peso fino a 80 g.

### Aspetto
La pelliccia è lunga, soffice ed abbondante. Le parti dorsali sono giallo-grigiastre, con la base dei peli grigio scura e la punta giallastra, i fianchi sono più chiari mentre le parti ventrali sono giallastre con dei riflessi rossicci nelle zone perianali, sull'addome e nella parte interna degli arti. La linea di demarcazione lungo i fianchi è netta. Il muso è giallastro, le labbra e il naso sono ricoperte da piccoli peli biancastri. Le vibrisse sono nere e numerose. Le orecchie sono grandi, ovali e rivestite di piccoli peli rossastri. Il dorso delle zampe è ricoperto di peli marroni scuri, i lati sono invece ricoperti di peli fulvi o biancastri. I piedi sono corti e larghi, alla base di ogni artiglio è presente un ciuffo di peli bianchi e brillanti. Le piante e i palmi sono privi di peli e forniti di sei grossi cuscinetti ciascuna. La coda è più lunga della testa e del corpo, è scura sopra, marrone chiara sotto, rivestita di file di scaglie ognuna corredata di tre peli e con un piccolo ciuffo di lunghi peli all'estremità. Le femmine hanno un paio di mammelle ascellari, uno pettorale, uno addominale ed uno inguinale. 

## Biologia

### Comportamento
È una specie arboricola.

## Distribuzione e habitat
Questa specie è conosciuta soltanto nella parte orientale delle province argentine settentrionali di Chaco e Formosa. Potrebbe essere presente anche nel Paraguay orientale e nello stato brasiliano del Mato Grosso do Sul.
Vive nel Chaco umido caratterizzato da terreni acquitrinosi, savane di palme e foreste a galleria.

## Conservazione
Questa specie, essendo stata scoperta solo recentemente, non è stata sottoposta ancora a nessun criterio di conservazione.